# La Berlière

La Berlière este o comună în departamentul Ardennes din nordul Franței. În 2009 avea o populație de 48 de locuitori.